# Лесько, Артур Андреевич
Арту́р Андре́евич Лесько́ (бел. Артур Андрэевіч Лясько; 25 мая 1984, Барановичи, Белорусская ССР, СССР) — белорусский футболист, вратарь. Тренер клуба «Энергетик-БГУ».

## Биография

### Клубная карьера
Начал заниматься футболом в ДЮСШ из родного города Барановичи. Первый тренер — Василий Михайлович Драгун. До 16-ти лет тренировался в родном городе, потом приехал в Минск, поступив в РГУОР. В 18 лет попал в «Динамо». Сначала играл в дубле, потом за «Динамо-Юни», а вскоре попал в основную команду. Являлся одним из самых перспективных футболистов Беларуси своего возраста. В 2004 вместе с командой выиграл чемпионат Беларуси. Также в команде провёл 8 матчей в еврокубках.
В очередном матче чемпионата Беларуси против «Гомеля» Лесько получил тяжелейшую травму. Роман Василюк, нападающий «Гомеля» вышел с Артуром один на один, он бросился на перехват, и произошло столкновение. Коленом Василюк попал в голову Лесько, другой ногой — в живот. Затем случился обморок, очнулся Лесько только в больнице. Ночью его прооперировали. Диагноз врачей — закрытая черепно-мозговая травма, сотрясение мозга, закрытое травматическое повреждение кишечника, правой почки и поджелудочной железы. После травмы болельщики «Динамо» изготовили огромный плакат с надписью: «Артур, мы с тобой!».
После того как стал чемпионом и серебряным призёром чемпионата Беларуси, Лесько сделал себе на теле татуировки. В команде у него было прозвище лис.
В феврале 2008 года подписал контракт с криворожским «Кривбассом». В команде уступал место основного вратаря сначала Евгению Боровику, а после Исли Хиди. В основном Лесько играл за дубль, где в сезоне 2008/09 в молодёжном первенстве провёл 12 матчей. За основу «Кривбасса» провёл 2 матча против донецкого «Шахтёра» (4:2) и харьковского «Металлиста» (1:3). Также провёл 1 матч в Кубке Украины против «Феникса-Ильичёвца» (2:1). В июне 2009 года Лесько был выставлен на трансфер. В августе того же года он был дозаявлен за команду снова. В команде он больше не играл, а тренировался с дублирующим составом. В декабре 2009 года Артур Лесько разорвал контракт с «Кривбассом» и получил статус свободного агента. В интервью изданию «Салідарнасць» Лесько сказал, что в «Кривбассе» он потерял два года и негативно отозвался о работе клуба.
В «Кривбассе» мне попросту не давали играть. Причём в последний год не только за основную команду, но и за дубль… То есть «Кривбасс» лишил меня футбола на два года. Футбола в самом широком значении этого слова: я лишь тренировался, и всё. А ведь любому футболисту не просто хочется играть — игровая практика крайне необходима.
Через некоторое время тренер вратарей «Кривбасса» Тарас Гребенюк, который вместе с ним работал в «Динамо», сказал что в неудаче в «Кривбассе» виноват сам Лесько.
В человека было вложено столько труда… Парень не может представить себе, как в клубе строится работа и какие полномочия есть у главного тренера и у тренера вратарей, как принимаются решения. В принципе это не должно его касаться. Его должно касаться только совершенствование своего спортивного мастерства, психологического состояния, а также желание и стремление играть в футбол. А он занялся не тем, чем следовало.
Зимой 2010 года находился на просмотре в минском МТЗ-РИПО. В марте 2010 года был приглашён селекционерами «Пюника» на просмотр. После ряда игр, в которых показал отличную игру, был заключён контракт с клубом. Вместе с клубом стал обладателем чемпионских медалей, кубка и суперкубка Армении. В 25-ти проведённых матчах 13 были сыграны на ноль. После окончания сезона перешёл в «Минск», с котором заключил контракт на два года. В 2013 году присоединился к СФК «Слуцк». В слуцком клубе провёл полсезона, отыграл 12 матчей, пропустил 8 мячей. Во многом благодаря Артуру «Слуцк» на момент его ухода являлся одной из самых мало пропускающих команд Первой Лиги.
7 августа 2013 года, за день до закрытия трансферного окна, перешёл в клуб Высшей Лиги «Гомель», подписав контракт до конца 2013 года. По-видимому, в «Гомеле» Артур был призван составить конкуренцию Егору Хаткевичу за позицию основного голкипера. Однако выступил не так, как от него ожидали. В гомельском клубе Лесько выступал под 1-м номером. В конце сезона покинул клуб
В 2014 вернулся обратно в «Слуцк», где стал основным вратарём. В декабре продлил контракт с клубом. Был основным вратарём «Слуцка», иногда отсутствовал из-за травм, а в августе 2016 года выбыл до конца сезона. В декабре покинул команду.
С января 2017 года находился на просмотре в «Ислочи», но безуспешно. В марте присоединился к минскому «Торпедо». Сыграл только в трёх матчах, после чего в июне покинул клуб.
В июле 2017 года присоединился к «Барановичам», где стал основным вратарём. В декабре покинул команду.
В январе 2018 пополнил состав «Лиды». Был основным вратарём команды. В августе покинул лидский клуб и вскоре перешёл в минский «Энергетик-БГУ», с которым пробился в Высшую лигу. В 2019—2020 годах иногда выходил на поле, чередовался с молодыми вратарями. В январе 2021 года продлил контракт с клубом, при этом фактически перешёл на должность играющего тренера.

### Карьера в сборной
За молодёжную сборную Беларуси до 21 года провёл 6 матчей и пропустил 7 голов. Являлся кандидатом в национальную сборную Беларуси.

## Личная жизнь
С будущей женой Татьяной он познакомился на дискотеке, женился в 21 год. У него есть двое сыновей — Ярослав и Даниил.
Его футбольный кумир — итальянец Джанлуиджи Буффон.

## Достижения
- Беларусь
  - Чемпион Беларуси (1): 2004
  - Серебряный призёр чемпионата Беларуси (2): 2005, 2006
- Армения
  - Чемпион Армении: 2010
  - Обладатель Кубка Армении: 2010
  - Обладатель Суперкубка Армении: 2010